# Dance the Night
„Dance the Night” – utwór muzyczny angielskiej piosenkarki Duy Lipy, wydany 25 maja 2023 nakładem wytwórni Atlantic Records oraz Warner Records jako singiel promujący film Barbie.

## Kompozycja
Tekst do piosenki napisały Dua Lipa, Carolina Ailin, a także producenci Andrew Wyatt i Mark Ronson. Utwór trwa 2 minuty i 56 sekund. Piosenka jest z pogranicza gatunków disco i popu.

## Certyfikaty i sprzedaż
| Kraj                      | Certyfikat         | Sprzedaż |
| ------------------------- | ------------------ | -------- |
| Australia (ARIA)          | 4× platynowa płyta | 280 000+ |
| Austria (IFPI Austria)    | złota płyta        | 15 000+  |
| Belgia (BEA)              | platynowa płyta    | 40 000+  |
| Dania (IFPI Danmark)      | platynowa płyta    | 90 000+  |
| Francja (SNEP)            | diamentowa płyta   | 333 333+ |
| Hiszpania (Promusicae)    | platynowa płyta    | 60 000+  |
| Kanada (MC)               | 3× platynowa płyta | 240 000+ |
| Nowa Zelandia (RMNZ)      | platynowa płyta    | 30 000+  |
| Polska (ZPAV)             | 2× platynowa płyta | 100 000+ |
| Portugalia (AFP)          | platynowa płyta    | 10 000+  |
| Szwajcaria (IFPI Schweiz) | złota płyta        | 10 000+  |
| Wielka Brytania (BPI)     | platynowa płyta    | 600 000+ |
| Włochy (FIMI)             | platynowa płyta    | 100 000+ |

## Historia wydania
| Obszar            | Data         | Format                               | Wytwórnia                        | Przypisy |
| ----------------- | ------------ | ------------------------------------ | -------------------------------- | -------- |
| Cały świat        | 25 maja 2023 | digital download, media strumieniowe | Atlantic Records, Warner Records | [ 28 ]   |
| Włochy            | 26 maja 2023 | airplay                              | Warner Records                   | [ 29 ]   |
| Stany Zjednoczone | 30 maja 2023 | contemporary hit radio               | Warner Records                   | [ 30 ]   |